# GP La Marseillaise 1998
De 19e editie van de GP La Marseillaise werd gehouden op 3 februari 1998 in Frankrijk. De wielerwedstrijd ging over 141,5 kilometer en werd gewonnen door de Italiaan Marco Saligari gevolgd door Richard Virenque en Vjatsjeslav Dzjavanjan.

## Uitslag
| GP La Marseillaise 1998 |                        |                     |          |
| Plaats                  | Naam                   | Ploeg               | Tijd     |
| Winnaar                 | Marco Saligari         | Casino-Ag2r         | 3u14'50" |
| 2                       | Richard Virenque       | Festina-Lotus       | z.t.     |
| 3                       | Vjatsjeslav Dzjavanjan | BigMat-Auber 93     | z.t.     |
| 4                       | Peter Farazijn         | Lotto-Mobistar      | z.t.     |
| 5                       | Gilles Bouvard         | Casino-Ag2r         | z.t.     |
| 6                       | Michael Rosborg        | Home - Jack & Jones | z.t.     |
| 7                       | Jens Voigt             | Gan-Crédit Agricole | z.t.     |
| 8                       | Fabrice Gougot         | Casino-Ag2r         | +7"      |
| 9                       | Frédéric Bessy         | Casino-Ag2r         | +1'29"   |
| 10                      | Christophe Bassons     | Festina-Lotus       | +1'35"   |

1980 · 1981 · 1982 · 1983 · 1984 · 1985 · 1986 · 1987 · 1988 · 1989 · 1990 · 1991 · 1992 · 1993 · 1994 · 1995 · 1996 · 1997 · 1998 · 1999 · 2000 · 2001 · 2002 · 2003 · 2004 · 2005 · 2006 · 2007 · 2008 · 2009 · 2010 · 2011 · 2012 · 2013 · 2014 · 2015 · 2016 · 2017 · 2018 · 2019 · 2020 · 2021 · 2022 · 2023 · 2024 · 2025